# Jósvafő
Jósvafő község Borsod-Abaúj-Zemplén vármegyében, a Putnoki járásban. A településen nyílik a Baradla-barlang.

## Fekvése

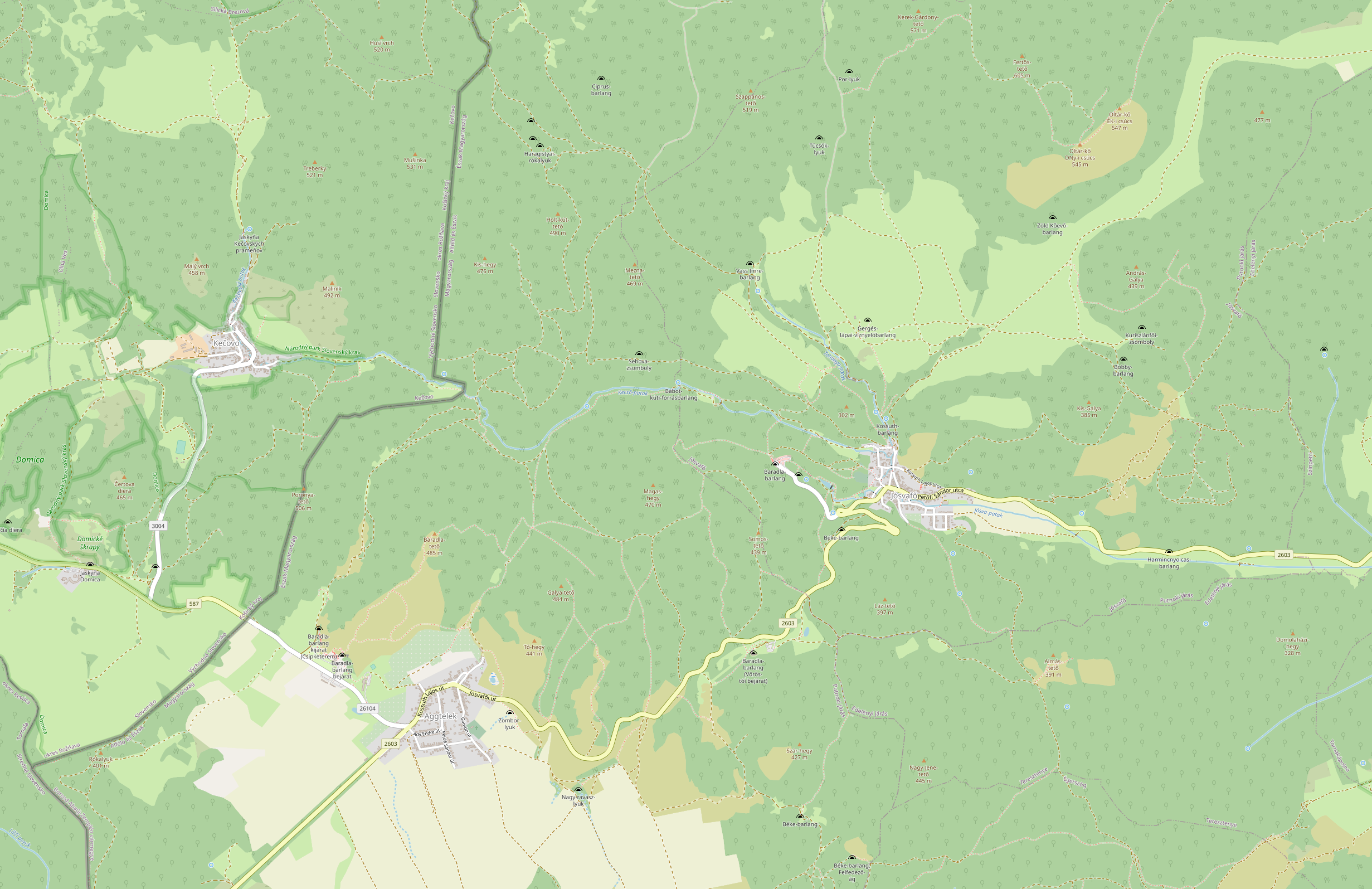
Jósvafő környékének térképe

Miskolctól közúton körülbelül 65 kilométerrel északra, az Északi-középhegységben, azon belül az Aggteleki-karszt középső részén, az Aggteleki Nemzeti Park területén fekszik, a Jósva forrásvidékén. Mindössze néhány kilométerre fekszik a szlovák határtól, de a falu közigazgatási területének nincs határszakasza, az államhatár melletti területek az Aggteleki-karsztnak ezen a szakaszán részben Aggtelekhez, részben Szögligethez tartoznak.
A település főutcája a Borsodi-dombságon és az Aggteleki-karszton teljes hosszában végighúzódó 2603-as út, utóbbiból ágazik ki, a 34,200-as kilométerszelvénye közelében nyugati irányban a Baradla–Domica-barlangrendszer itteni bejáratához, illetve az Aggteleki Nemzeti Park székházához vezető, mindössze pár száz méter hosszú 26 108-as út. A legközelebbi települések nyugat felől Aggtelek, kelet felől pedig Szinpetri és Tornakápolna.
Vasútvonal nem érinti a települést; a Miskolc–Tornanádaska-vasútvonal Jósvafő-Aggtelek vasútállomásának elnevezése megtévesztő: valójában Perkupa település közigazgatási területén található, Jósvafőtől mintegy 12 kilométernyi távolságra.

## Története
A települést 1272-ben említik először, Ilsuafey alakban írva. Azt jelzi, hogy a település a Jósva patak forrásánál, fejénél épült. A víznév szláv eredetű, a kifejezés „égerfákkal szegélyezett vízfolyást” jelent. Zsigmond király idején már kőtemplom és hámor is állt a településen.
A trianoni békeszerződés előtt Abaúj-Torna vármegye Tornai járásának része volt.

## Közélete

### Polgármesterei
- 1990–1994: Berecz Béla ("Jósvafőért" Baráti Kör)[4]
- 1994–1998: Varga László (független)[5]
- 1998–1999: Varga László (független)[6]
- 1999–1999: Varga László (független)[7]
- 2000–2002: Garan Béla (független)[8][9]
- 2002–2006: Garan Béla (független)[10]
- 2006–2010: Garan Béla (független)[11]
- 2010–2014: Garan Béla (független)[12]
- 2014–2019: Jóna Gábor (független)[13]
- 2019–2024: Jóna Gábor (független)[14]
- 2024– : Jóna Gábor (független)[1]

## Népesség
A település népességének változása:
| Lakosok száma | 246  | 230  | 229  | 202  | 223  | 225  | 233  |
|               | 2013 | 2014 | 2015 | 2021 | 2022 | 2023 | 2024 |

A 2001-es népszámláláson a település minden lakosa magyarnak vallotta magát. 2003-ban 374 lakosa volt.
A 2011-es népszámlálás során a lakosok 90,1%-a magyarnak, 0,4% cigánynak, 0,4% németnek mondta magát (9,5% nem nyilatkozott; a kettős identitások miatt a végösszeg nagyobb lehet 100%-nál). A vallási megoszlás a következő volt: római katolikus 11,5%, református 65%, görögkatolikus 0,4%, evangélikus 0,8%, felekezeten kívüli 4,1% (18,1% nem válaszolt).
2022-ben a lakosság 96%-a vallotta magát magyarnak, 0,9% németnek, 0,4% cigánynak, 0,9% egyéb, nem hazai nemzetiségűnek (4% nem nyilatkozott; a kettős identitások miatt a végösszeg nagyobb lehet 100%-nál). Vallásuk szerint 8,5% volt római katolikus, 62,8% református, 2,2% görög katolikus, 1,3% egyéb keresztény, 1,8% felekezeten kívüli (23,3% nem válaszolt).

## Látnivalók

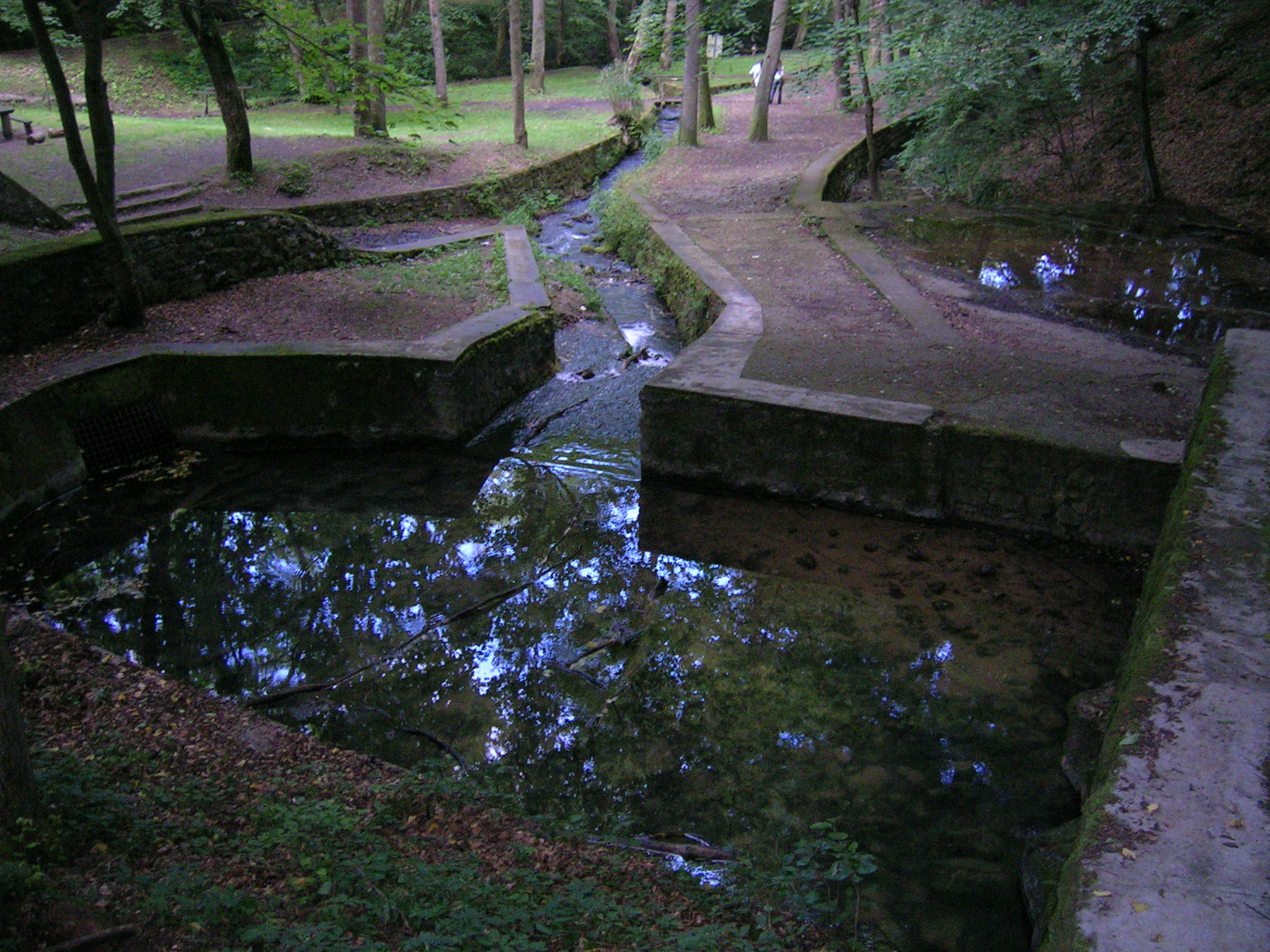
A Jósva forrása (Medence-forrás)

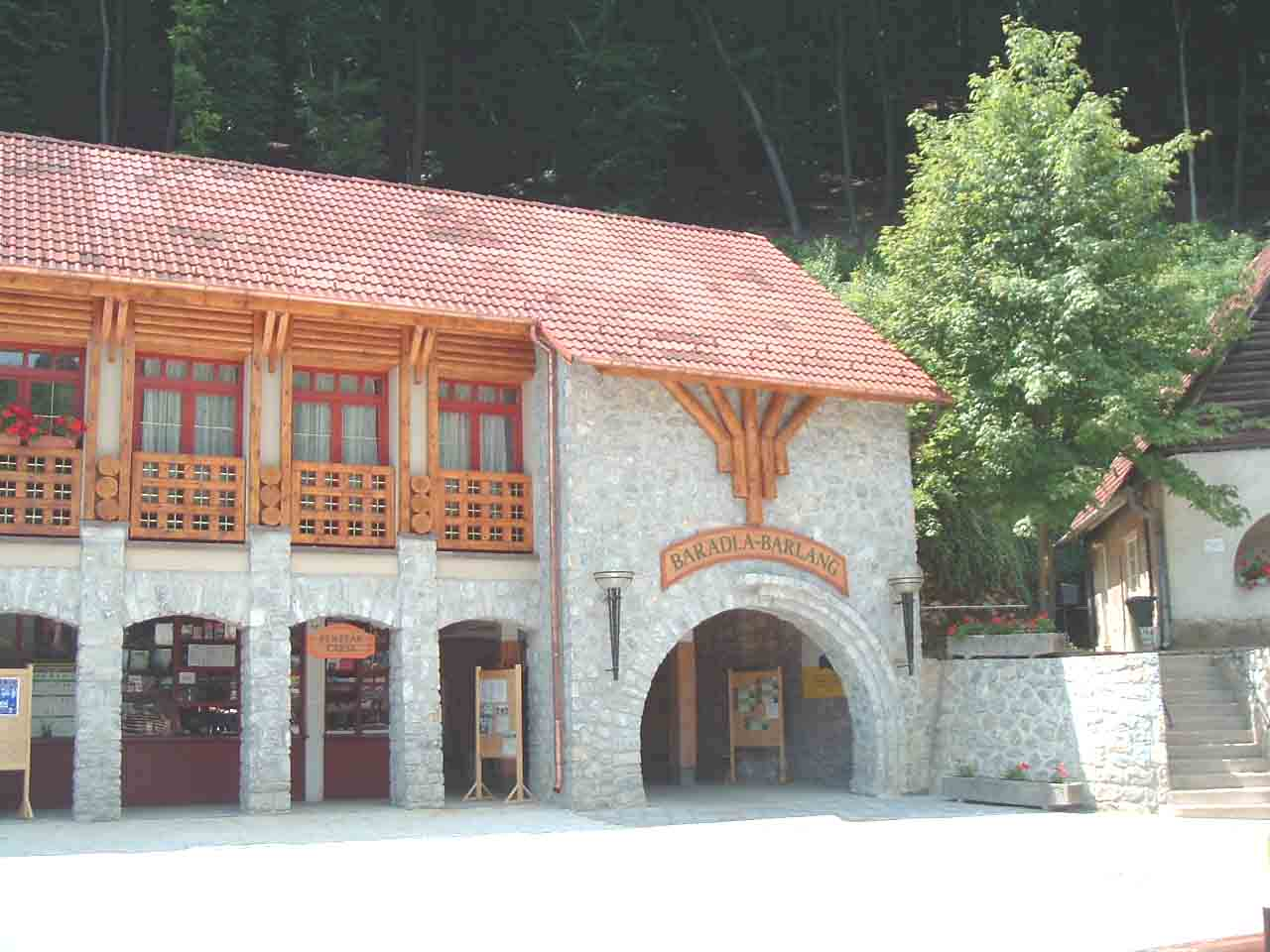
A Baradla-barlang jósvafői bejárata

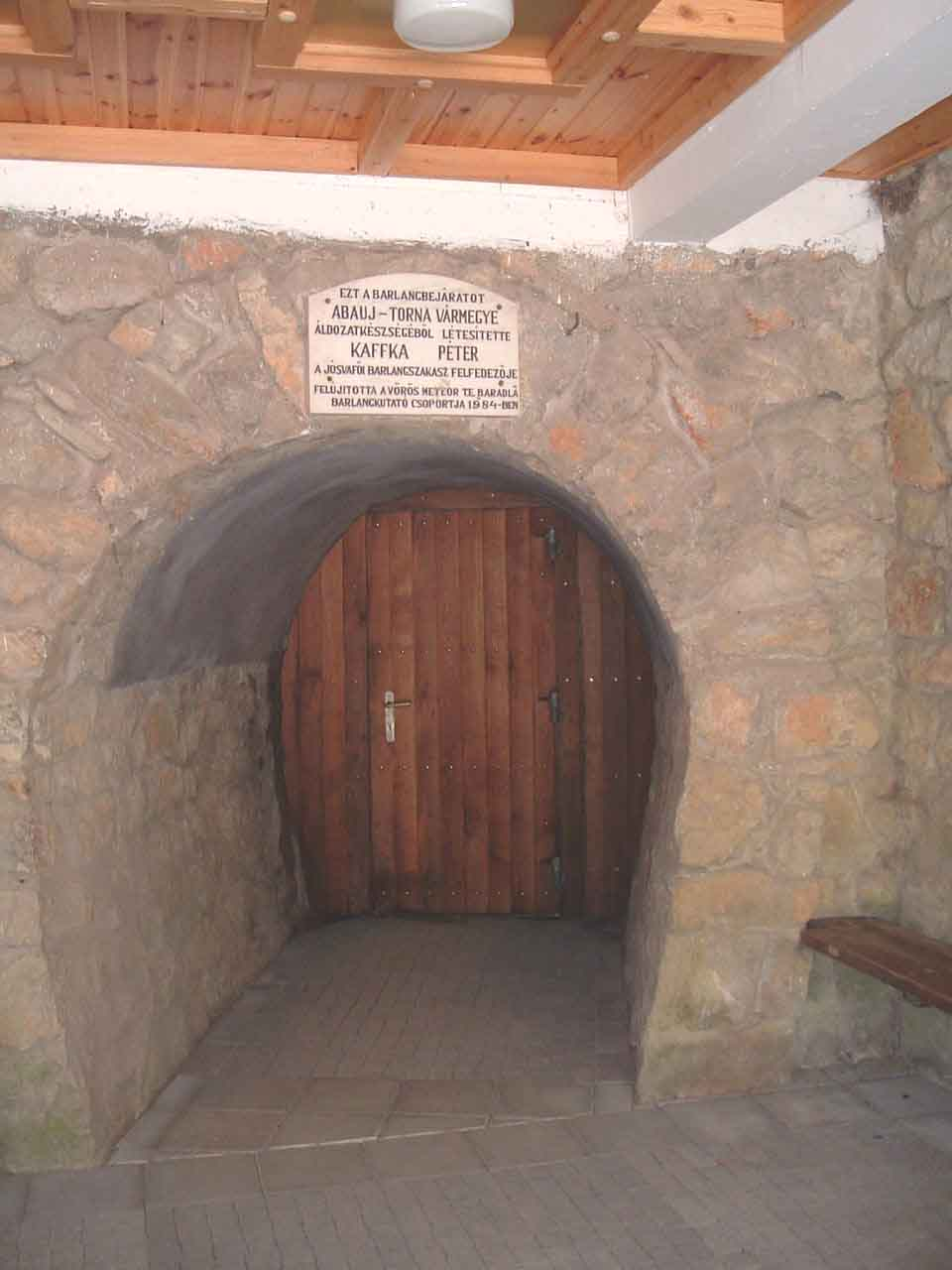
A Baradla-barlang bejárata az emléktáblával

A Nemzeti Kulturális Örökség Minisztériuma 11/1999. (VIII. 18.) számú rendeletével műemléki jelentőségű területté nyilvánította Jósvafő népi építészeti emlékeket (elsősorban lakóházakat és faszerkezetű gazdasági épületeket) őrző részeit, hogy védje a község tájba illeszkedő építészeti kultúráját, a település ősi szerkezetét, a szerkezet és az abba szorosan illeszkedő építmények összhangját. E szerkezetet négy patak, a Jósva, a Tohonya-patak, a Kecső-patak és a Kajta határozza meg; ezek a faluban folynak össze. A szalagtelkes falu házsorai, utcái a kanyargós medrek mellett alakultak ki. A védett értékek között jelentősek a 19. században emelt, tornácos lakóházak, az éghajlathoz igazodó méretű és szerkezetű, fából ácsolt csűrök, pajták és egyéb melléképületek.
- Baradla Galéria – barlangi tárgyú festmények kiállítása
- Kessler Hubert emlékház a Baradla-barlang kijáratánál.

A neves barlangkutató emlékházzá helyreállított lakóház földszintjén a látogató eredeti dokumentumok és másolatok segítségével megismerkedhet a ház történetével, a Törőfej-völgy fejlődésével, valamint általános képet kap a Baradla kialakulásáról, látványos képződményeiről, feltáró és tudományos kutatásáról, élővilágáról, régészeti leleteiről, védelméről, a munkálatokat végző személyekről, a turizmus fejlődéséről, neves látogatóiról, és arról, milyennek látták a művészek a természet e ritka alkotását.
- Tengerszem-tó
- Református templom kazettás mennyezettel, különálló harangtoronnyal
- Turulmadaras hősi emlékmű
- Millenniumi emlékpark
- Ófalui főtér
- Hucul-ménes - A szabadtartásban élő, hazánk egyetlen, génmegőrzés céljából tartott hucul ménes állományának nagyobb része Jósvafőtől 1,5 km-re található Gergés-lápán. A falu kúriájának udvarán bemutató istállóban lovaglási és kocsikázási lehetőség is van.
- Temető, faragott fejfákkal
- Jósvafői zsidó temető
- Malom – az egykori kapahámor épülete ma már Öreg Malom Fogadó néven található meg, a Tájház szomszédságában, a templomtorony tövében
- Középső malom – az épületet az 1900-as évek első felében zsidó imaházzá alakították, amire az oromzatot díszítő kőtáblák és liturgikus jelek emlékeztetnek. A 20. század elején leégett. Helyreállítását megkezdték.
- Kúria Oktatóközpont, Hucul lovasbázis

A kisnemesi kúria épületében működik az Aggteleki Nemzeti Park Oktatóközpontja. Sokféle előadással, tantermi, terepi és kézműves foglalkozásokkal, erdei iskolai programokkal várják az óvodás és iskolás csoportokat.
- 1995-ben a településen található 30 barlangot az Aggteleki-karszt és a Szlovák-karszt többi barlangjával együtt az UNESCO a világörökség részévé nyilvánította. Ezek a barlangok az Apalin 1. sz. barlang, a Babot-kúti 1. sz. inaktív forrásbarlang, a Babot-kúti 2. sz. inaktív forrásbarlang, a Babot-kúti 3. sz. inaktív forrásbarlang, a Baradla-barlang (jósvafői bejárata a Tengerszem Szálloda szomszédságában található), a Baradla Hosszú-Alsó-barlang, a Baradla Rövid-Alsó-barlang, a Bobby-barlang, a Farkaslyuki-barlang, a Farkaslyuki-hasadékbarlang, a Féldecis-barlang, a Gergés-lápai-víznyelőbarlang, a Harmincnyolcas-barlang, a Harmincnyolcas-csőbarlang, a Harmincnyolcas-kőfülke, a Kecső-völgyi-barlang, a Kossuth-barlang, a Kuriszlánfői-zsomboly, a Kuriszláni-beszakadás, a Micimackó-kuckója, a Nagy-oldali-zsomboly, a Por-lyuk, a Szabó-kúti-forrásbarlang, a Szelelő-lyuk, a Tohonya-oldali-átjáró, a Tohonya-szurdoki-kőfülke, a Tücsök-lyuk, a Vass Imre-barlang, a Villa Negra-barlang és a Zöld Kőevő-barlang.
- Tájház (Dózsa György u. 3.) – a 19. század végén épített, jellegzetes parasztporta (lakóház, csűr, nyári konyha, istálló, pinceház) műemlékileg védett. Kiállítása a falu életét mutatja be a korábbi évszázadokban.
- Aggteleki Nemzeti Park több felszíni és  felszín alatti túralehetőséggel
- Gyalogtúra-lehetőségek  Archiválva 2013. július 4-i dátummal a Wayback Machine-ben

## Érdekesség

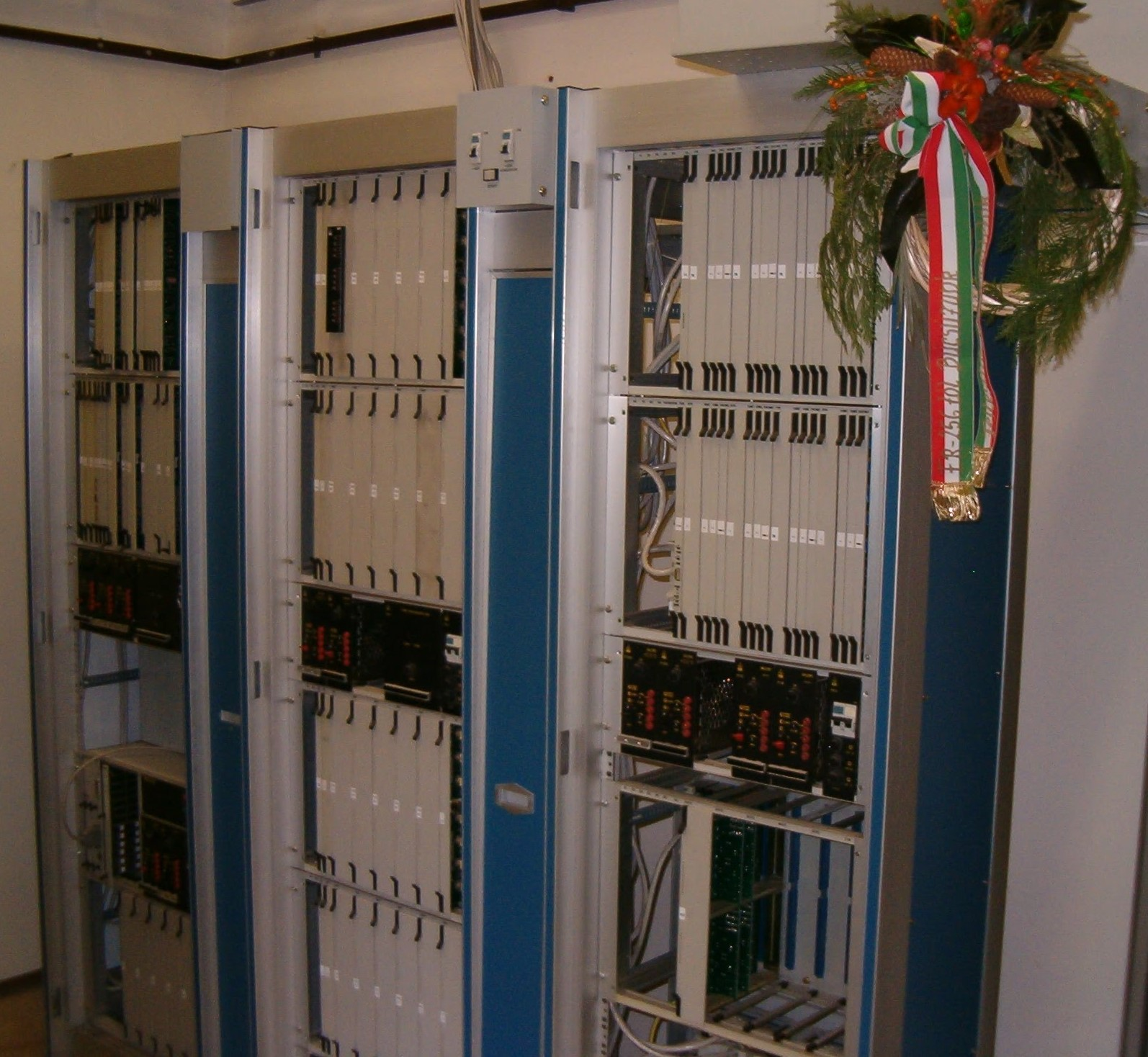
Az utolsó ER256 telefonközpont ünnepélyes lekapcsolása

- Az országban utolsóként, 2005 októberében Jósvafőn kapcsolták ki a BHG Híradástechnikai Vállalat által fejlesztett, tároltprogram-vezérlésű, ER256 típusjelű telefonközpontot. Kapacitása 200 fővonal volt.

## Híres jósvafőiek
- Dévald József (1925–1982) orvos
- Szablyár Péter (1948–2013) geológus

## Környező települések
- Aggtelek (6 km),
- Szinpetri (6 km);
- a legközelebbi város: Szendrő (24 km).

## Képek

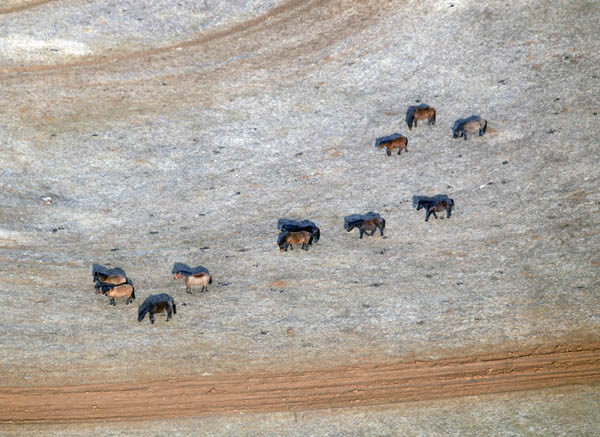
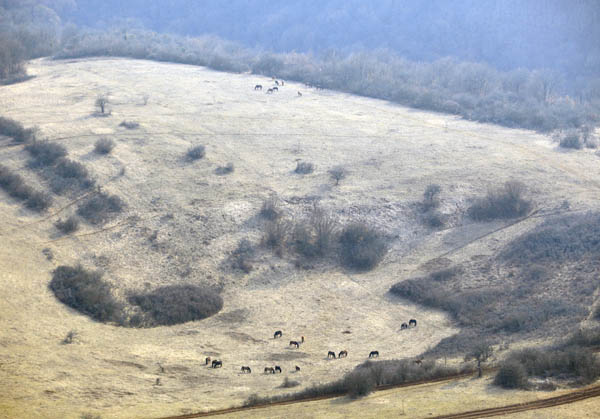
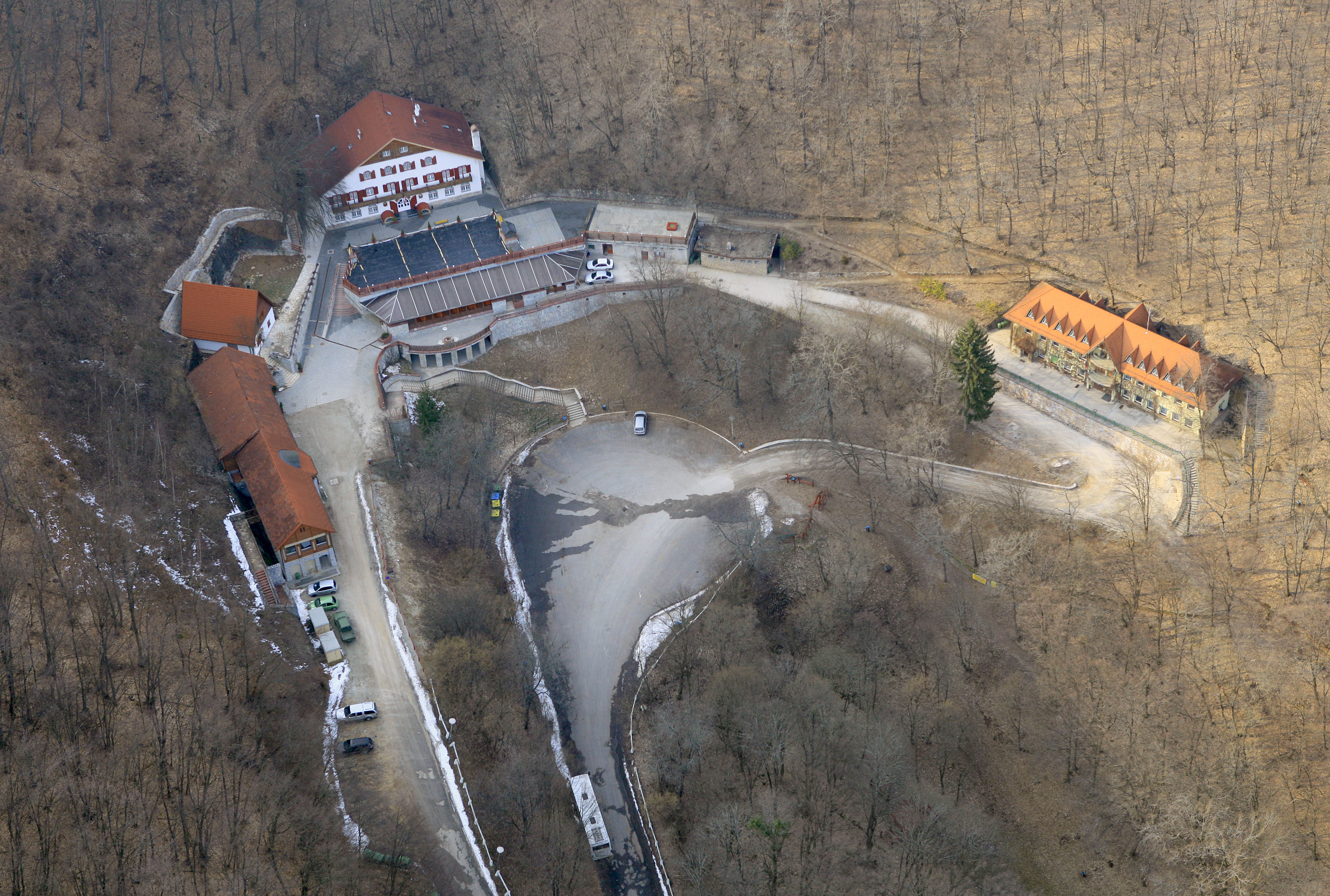
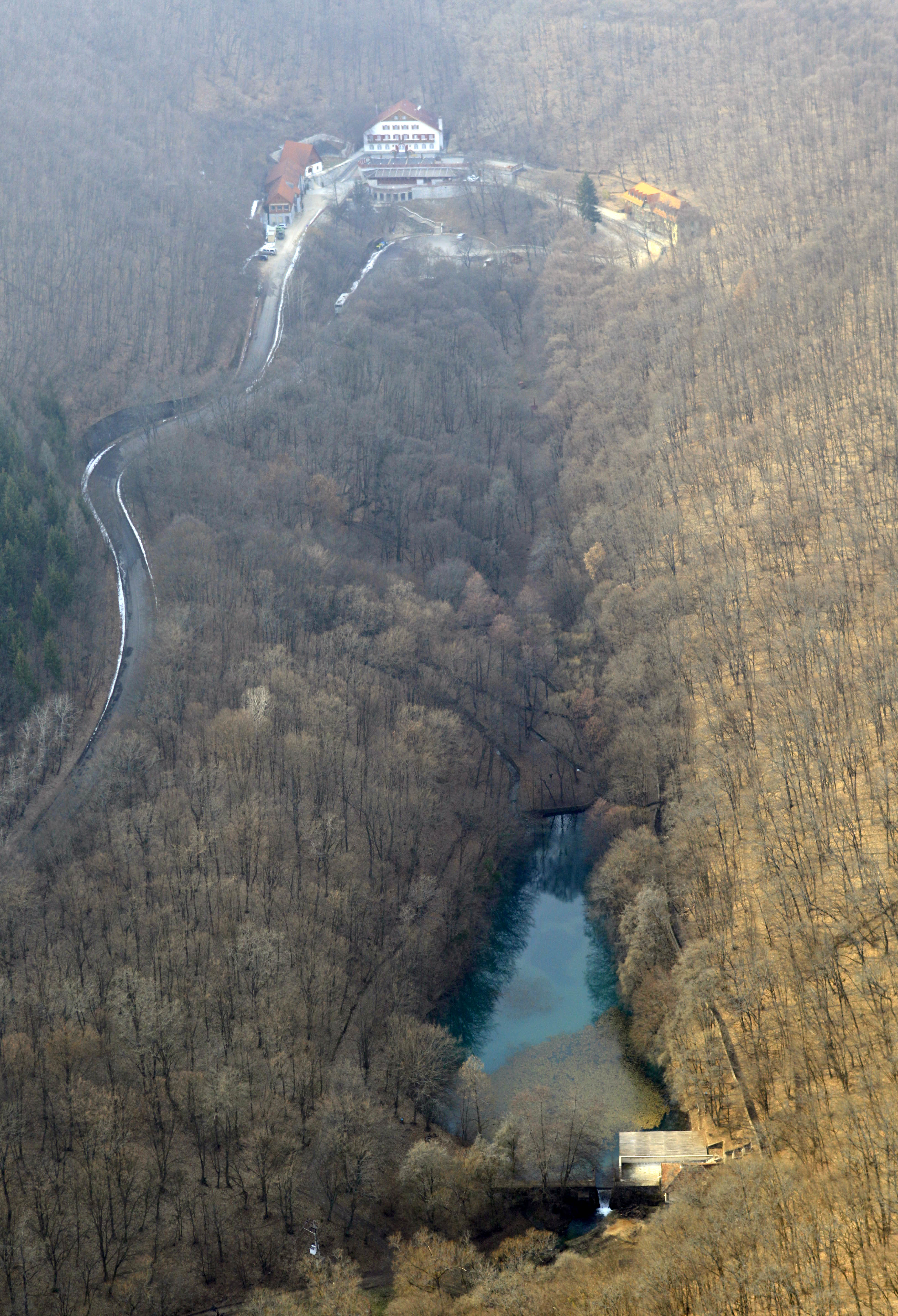
Légi felvétel
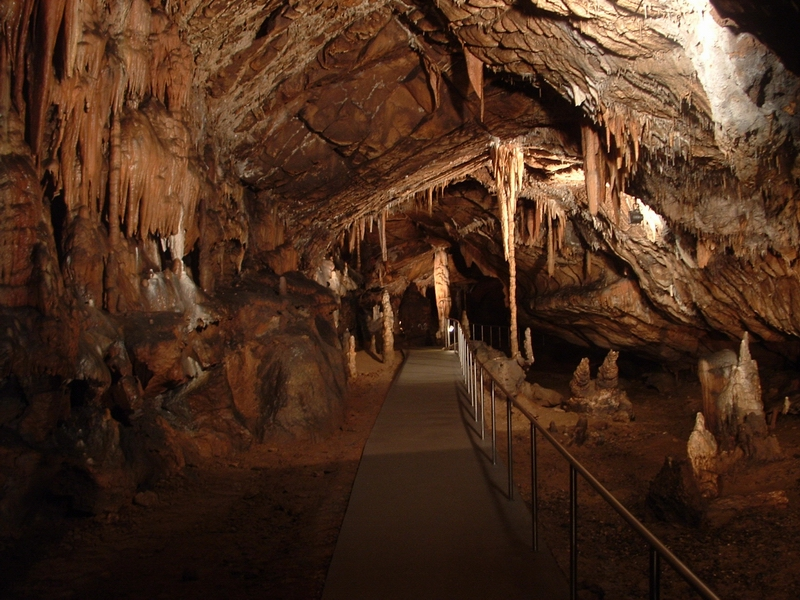
Baradla-barlang
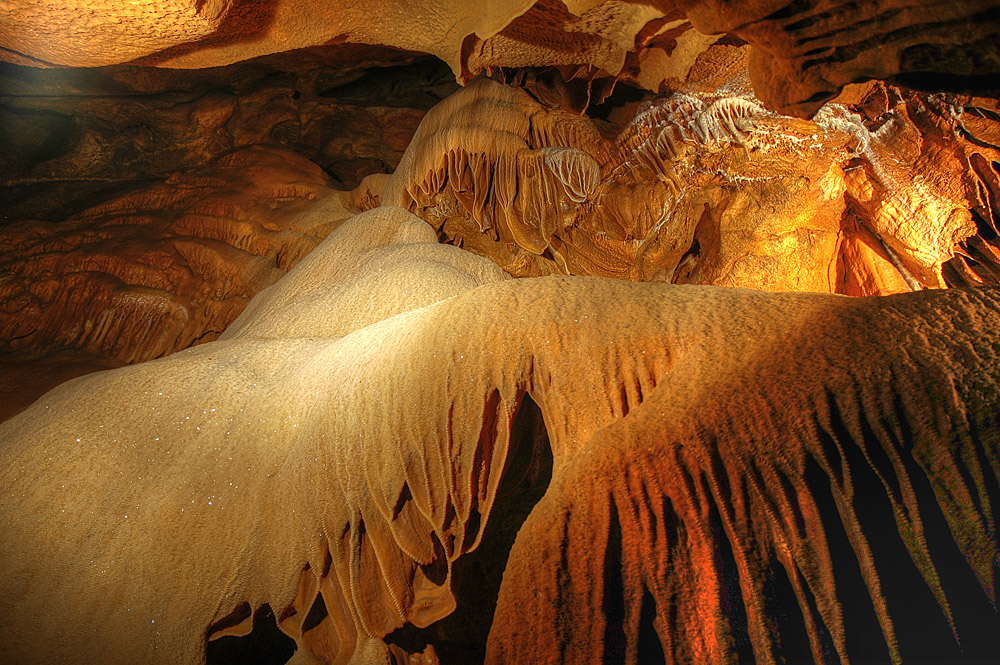
A Vass Imre-barlang